# Gouda (formaggio)
Il gouda (in olandese goudse kaas /ˈɣʌʊ̯t.sə ˈkaːs/ "formaggio di Gouda") è il formaggio più conosciuto e più consumato dei Paesi Bassi. 

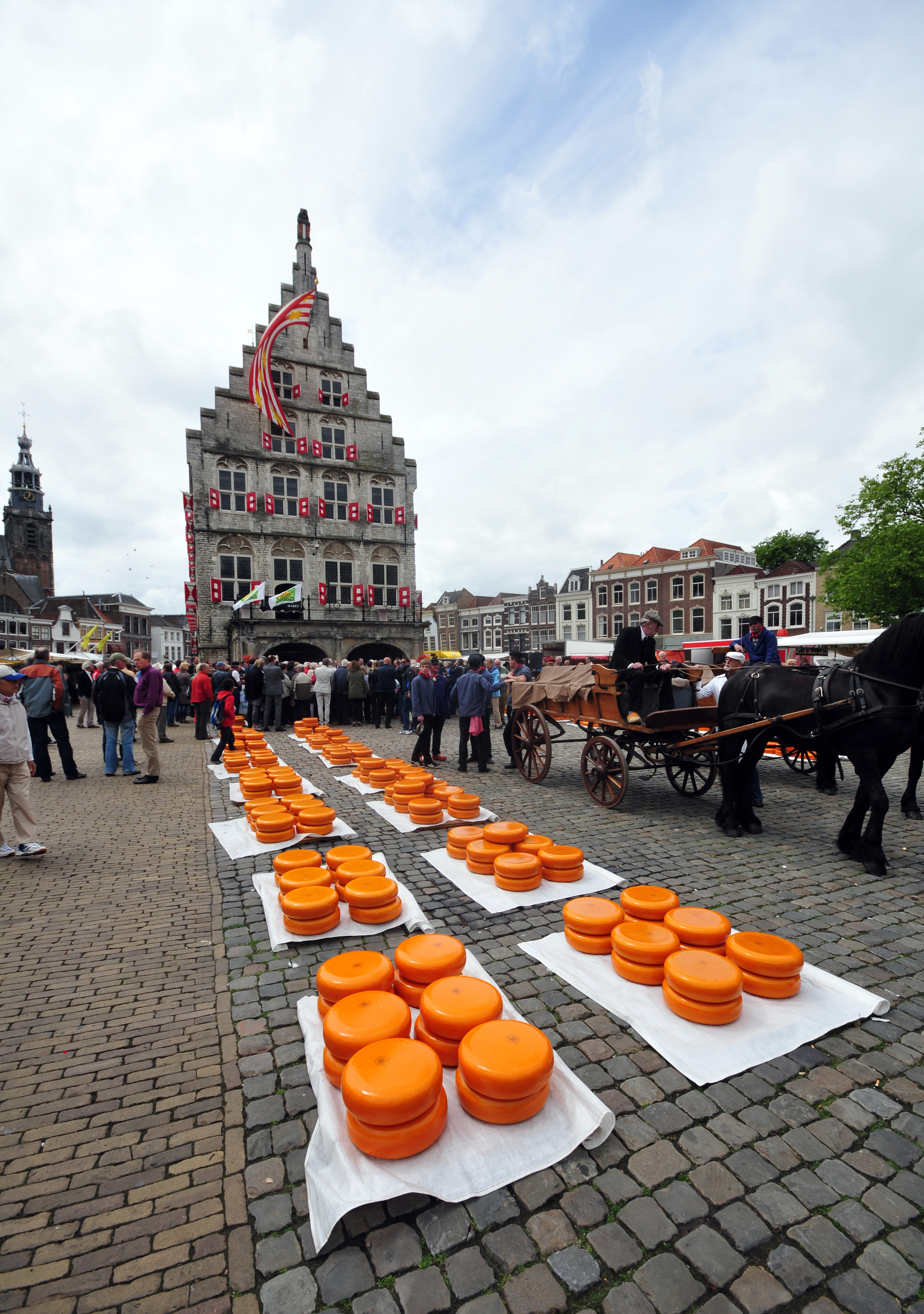
Kaasmarkt (Mercato dei formaggi) a Gouda.

## Processo di produzione
Viene prodotto con latte vaccino intero con l'aggiunta di caglio animale (di vitello) ha una forma rotonda, un peso di circa 15 kg ed un tasso di materia grassa del 48% ma può arrivare anche fino al 51%.
La stagionatura varia da un minimo di un mese a un massimo di 3 anni.

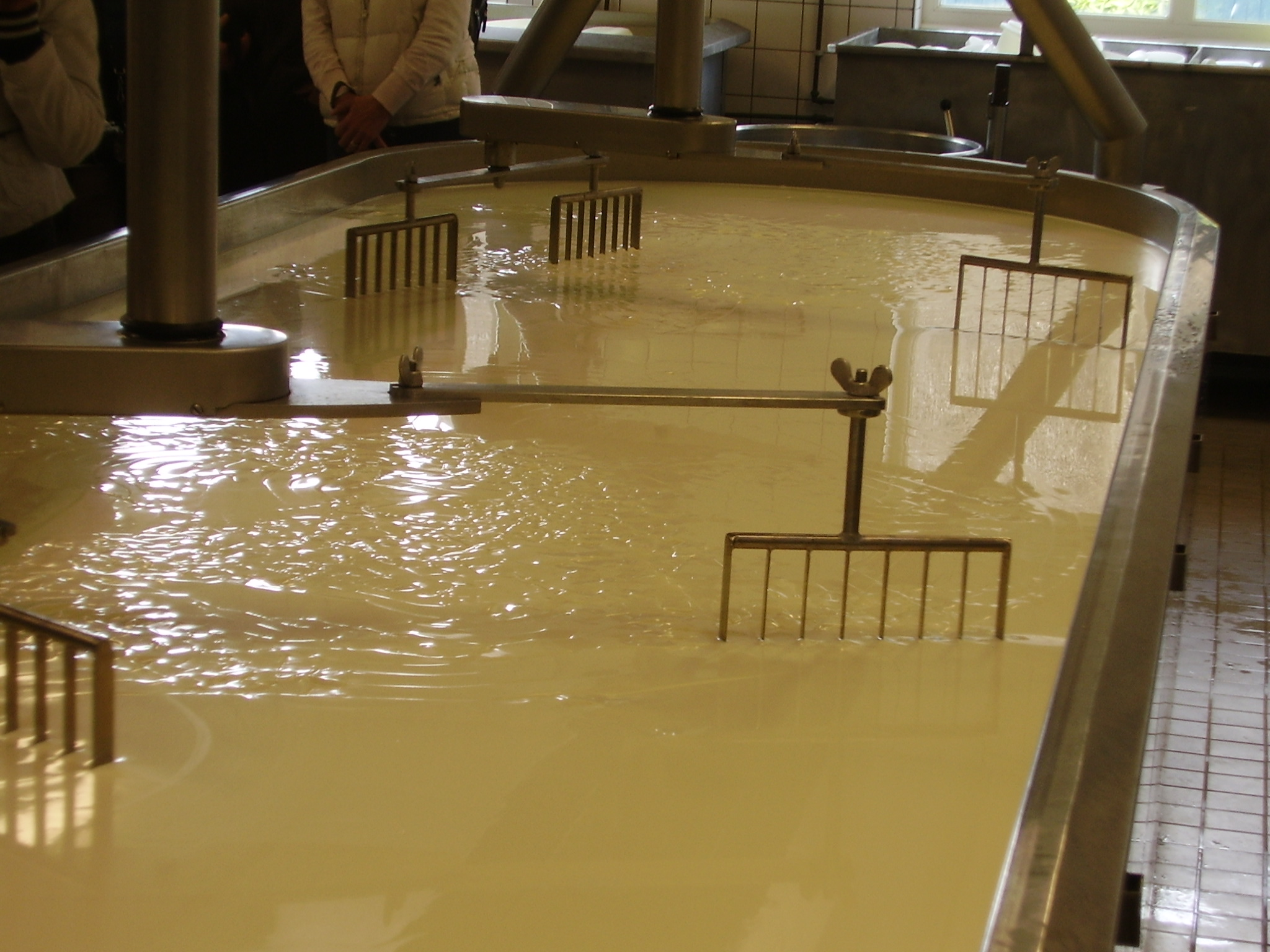
Frazionamento del latte cagliato
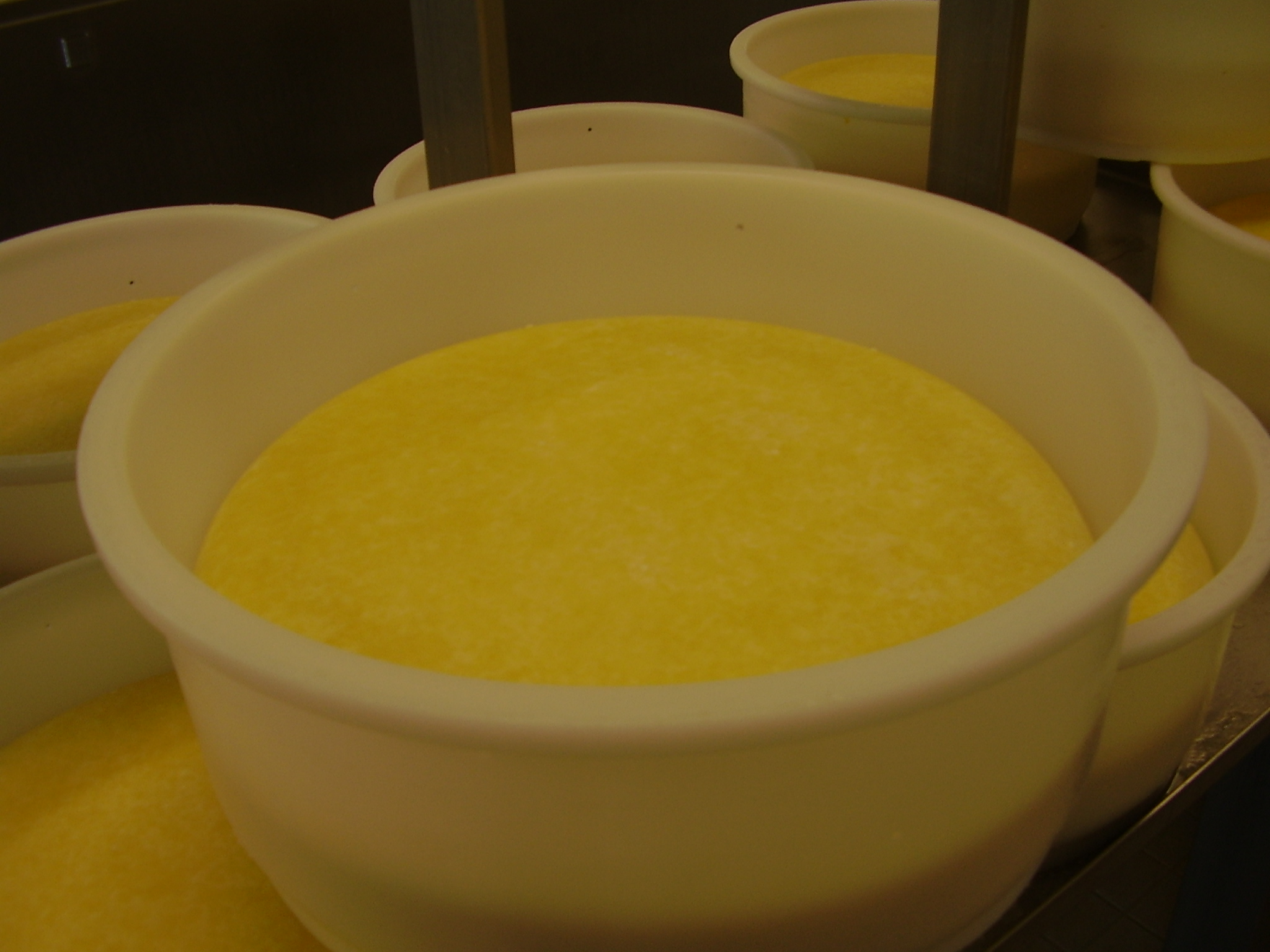
Modanatura
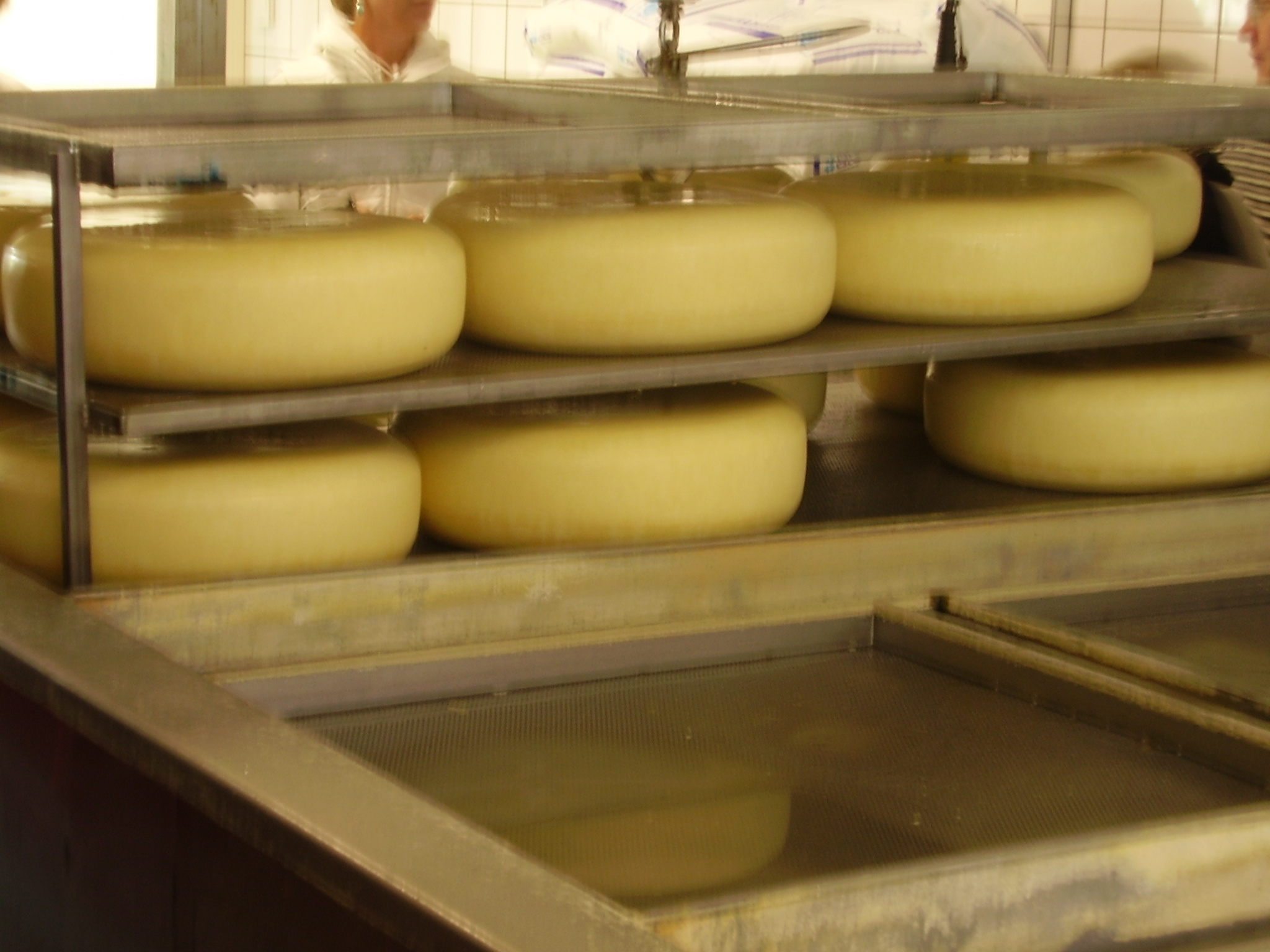
Immersione
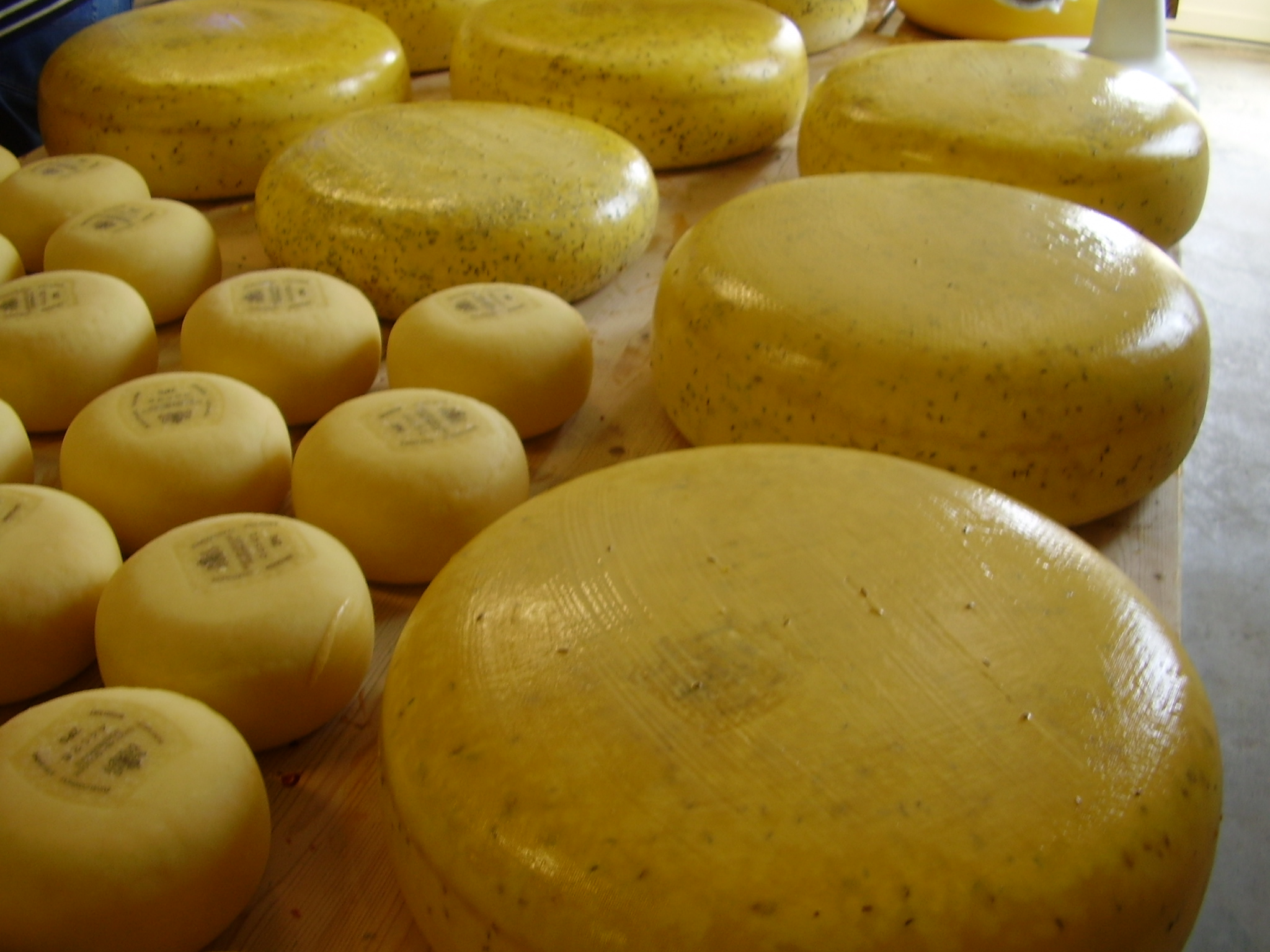
Raffinatura
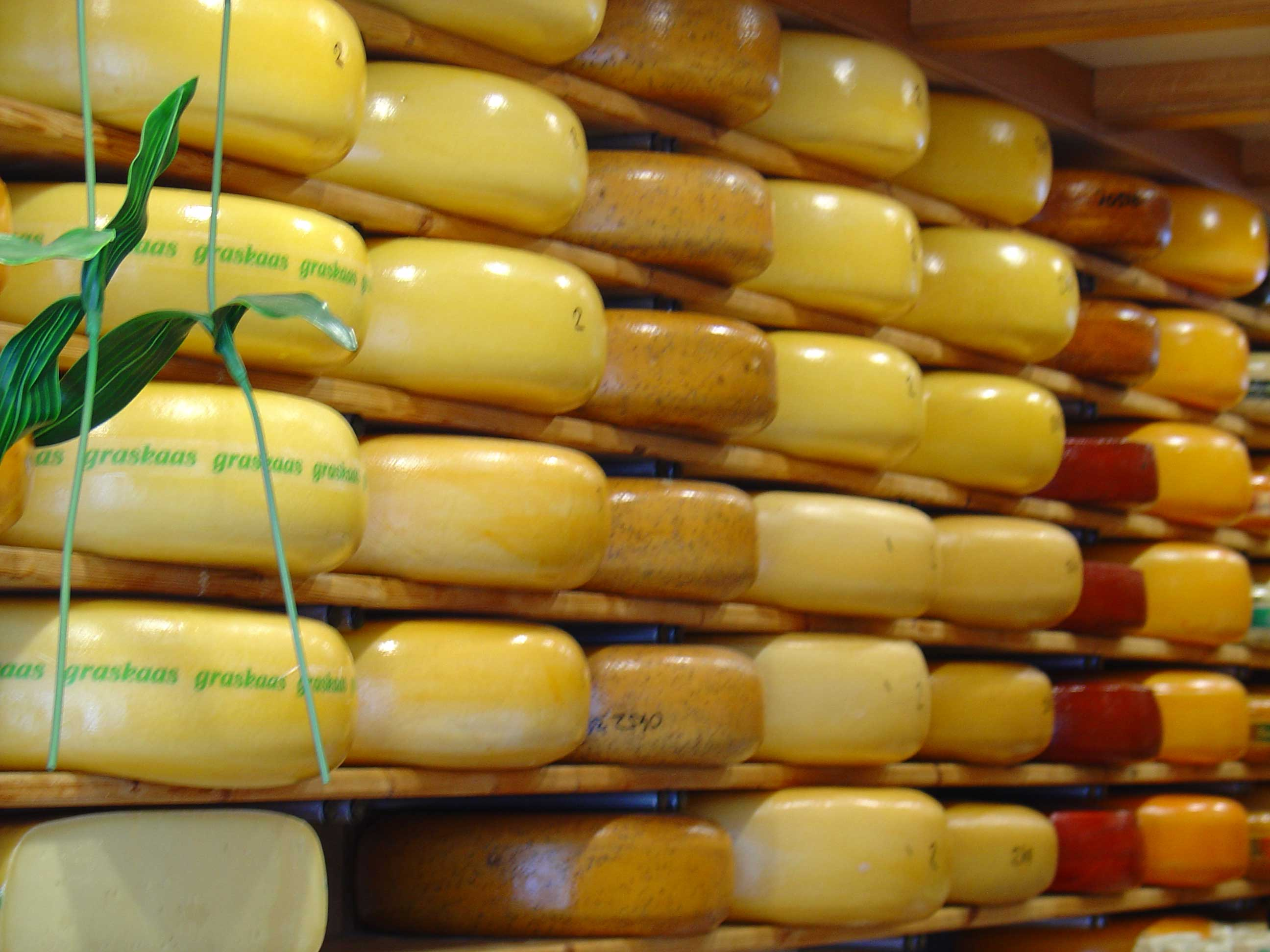
Stagionatura